# Polen Rundt 2010
Polen Rundt 2010 var den 67. udgave af Polen Rundt. Det blev arrangeret fra 1. til 8. august. Løbet startede i Sochaczew og blev afsluttet i Kraków, og Daniel Martin vandt løbet sammenlagt.
Udover de 18 ProTour-hold var Team Poland BGŻ, Vacansoleil, Cervélo TestTeam, BMC Racing Team og Skil-Shimano inviteret til at deltage.

## Etaper

### 1. etape – søndag 1. august:Sochaczew–Warszawa, 175,1 km
|   | Rytter             | Hold               | Tid     |
| - | ------------------ | ------------------ | ------- |
| 1 | Jacopo Guarnieri   | Liquigas-Doimo     | 4:05.32 |
| 2 | Aitor Galdós       | Euskaltel-Euskadi  | + 0.00  |
| 3 | Allan Davis        | Astana             | + 0.00  |
| 4 | Sébastien Chavanel | Française des Jeux | + 0.00  |
| 5 | Jarosław Marycz    | Team Saxo Bank     | + 0.00  |

|   | Rytter           | Hold              | Tid     |
| - | ---------------- | ----------------- | ------- |
| 1 | Jacopo Guarnieri | Liquigas-Doimo    | 4:05.22 |
| 2 | Aitor Galdós     | Euskaltel-Euskadi | + 0.04  |
| 3 | Błażej Janiaczyk | Team Poland BGŻ   | + 0.04  |
| 4 | Michael Schär    | BMC Racing Team   | + 0.05  |
| 5 | László Bodrogi   | Katusha           | + 0.05  |

### 2. etape – mandag 2. august:Rawa Mazowiecka–Dąbrowa Górnicza, 240,0 km
|   | Rytter             | Hold              | Tid     |
| - | ------------------ | ----------------- | ------- |
| 1 | André Greipel      | Team HTC-Columbia | 6:02.52 |
| 2 | Allan Davis        | Astana            | + 0.00  |
| 3 | Wouter Weylandt    | Quick Step        | + 0.00  |
| 4 | Christopher Sutton | Team Sky          | + 0.00  |
| 5 | Borut Božič        | Vacansoleil       | + 0.00  |

|   | Rytter           | Hold              | Tid      |
| - | ---------------- | ----------------- | -------- |
| 1 | Allan Davis      | Astana            | 10:08.14 |
| 2 | Jacopo Guarnieri | Liquigas-Doimo    | + 0.00   |
| 3 | André Greipel    | Team HTC-Columbia | + 0.00   |
| 4 | Aitor Galdós     | Euskaltel-Euskadi | + 0.04   |
| 5 | Błażej Janiaczyk | Team Poland BGŻ   | + 0.04   |

### 3. etape – tirsdag 3. august:Sosnowiec–Katowice, 122,1 km
|   | Rytter                | Hold               | Tid     |
| - | --------------------- | ------------------ | ------- |
| 1 | Yauheni Hutarovich    | Française des Jeux | 2:45.04 |
| 2 | Lucas Sebastián Haedo | Team Saxo Bank     | + 0.00  |
| 3 | Allan Davis           | Astana             | + 0.00  |
| 4 | Tom Veelers           | Skil-Shimano       | + 0.00  |
| 5 | Kenny Dehaes          | Omega Pharma-Lotto | + 0.00  |

|   | Rytter             | Hold               | Tid      |
| - | ------------------ | ------------------ | -------- |
| 1 | Allan Davis        | Astana             | 12:53.14 |
| 2 | André Greipel      | Team HTC-Columbia  | + 0.03   |
| 3 | Jacopo Guarnieri   | Liquigas-Doimo     | + 0.04   |
| 4 | Yauheni Hutarovich | Française des Jeux | + 0.04   |
| 5 | Aitor Galdós       | Euskaltel-Euskadi  | + 0.08   |

### 4. etape – onsdag 4. august:Tychy–Cieszyn, 177,9 km
|   | Rytter            | Hold                | Tid     |
| - | ----------------- | ------------------- | ------- |
| 1 | Mirco Lorenzetto  | Lampre-Farnese Vini | 4:07.36 |
| 2 | Grega Bole        | Lampre-Farnese Vini | + 0.00  |
| 3 | Alessandro Ballan | BMC Racing Team     | + 0.00  |
| 4 | Simon Geschke     | Skil-Shimano        | + 0.00  |
| 5 | Sergej Lagutin    | Vacansoleil         | + 0.02  |

|   | Rytter            | Hold                | Tid      |
| - | ----------------- | ------------------- | -------- |
| 1 | Mirco Lorenzetto  | Lampre-Farnese Vini | 17:00.51 |
| 2 | Grega Bole        | Lampre-Farnese Vini | + 0.07   |
| 3 | Alessandro Ballan | BMC Racing Team     | + 0.08   |
| 4 | Simon Geschke     | Skil-Shimano        | + 0.10   |
| 5 | Kenny Dehaes      | Omega Pharma-Lotto  | + 0.14   |

### 5. etape – torsdag 5. august:Jastrzębie-Zdrój–Ustroń, 149,0 km
|   | Rytter             | Hold                | Tid     |
| - | ------------------ | ------------------- | ------- |
| 1 | Daniel Martin      | Garmin-Transitions  | 3:51.13 |
| 2 | Grega Bole         | Lampre-Farnese Vini | + 0.20  |
| 3 | Sylwester Szmyd    | Liquigas-Doimo      | + 0.20  |
| 4 | Mauro Santambrogio | BMC Racing Team     | + 0.20  |
| 5 | Diego Ulissi       | Lampre-Farnese Vini | + 0.20  |

|   | Rytter            | Hold                | Tid      |
| - | ----------------- | ------------------- | -------- |
| 1 | Daniel Martin     | Garmin-Transitions  | 20:52.11 |
| 2 | Grega Bole        | Lampre-Farnese Vini | + 0.14   |
| 3 | Alessandro Ballan | BMC Racing Team     | + 0.21   |
| 4 | Sylwester Szmyd   | Liquigas-Doimo      | + 0.26   |
| 5 | Michael Albasini  | Team HTC-Columbia   | + 0.28   |

### 6. etape – fredag 6. august:Oświęcim(Auschwitz) –Bukowina Tatrzańska, 228,5 km
|   | Rytter             | Hold                | Tid     |
| - | ------------------ | ------------------- | ------- |
| 1 | Bauke Mollema      | Rabobank            | 5:54.30 |
| 2 | Michael Albasini   | Team HTC-Columbia   | + 0.07  |
| 3 | Grega Bole         | Lampre-Farnese Vini | + 0.07  |
| 4 | Mauro Santambrogio | BMC Racing Team     | + 0.07  |
| 5 | Tiago Machado      | Team RadioShack     | + 0.09  |

|   | Rytter            | Hold                | Tid      |
| - | ----------------- | ------------------- | -------- |
| 1 | Daniel Martin     | Garmin-Transitions  | 26:46.50 |
| 2 | Grega Bole        | Lampre-Farnese Vini | + 0.08   |
| 3 | Bauke Mollema     | Rabobank            | + 0.10   |
| 4 | Michael Albasini  | Team HTC-Columbia   | + 0.20   |
| 5 | Alessandro Ballan | BMC Racing Team     | + 0.21   |

### 7. etape – lørdag 7. august:Nowy Targ–Kraków, 163,9 km
|   | Rytter             | Hold               | Tid     |
| - | ------------------ | ------------------ | ------- |
| 1 | André Greipel      | Team HTC-Columbia  | 3:51.58 |
| 2 | Yauheni Hutarovich | Française des Jeux | + 0.00  |
| 3 | Robert Förster     | Team Milram        | + 0.00  |
| 4 | Daniele Bennati    | Liquigas-Doimo     | + 0.00  |
| 5 | Wouter Weylandt    | Quick Step         | + 0.00  |

|   | Rytter            | Hold                | Tid      |
| - | ----------------- | ------------------- | -------- |
| 1 | Daniel Martin     | Garmin-Transitions  | 30:38.48 |
| 2 | Grega Bole        | Lampre-Farnese Vini | + 0.08   |
| 3 | Bauke Mollema     | Rabobank            | + 0.10   |
| 4 | Michael Albasini  | Team HTC-Columbia   | + 0.20   |
| 5 | Alessandro Ballan | BMC Racing Team     | + 0.21   |

## Resultater

### Samlet stilling
|    | Rytter            | Hold                | Tid      |
| -- | ----------------- | ------------------- | -------- |
| 1  | Daniel Martin     | Garmin-Transitions  | 30:38.48 |
| 2  | Grega Bole        | Lampre-Farnese Vini | + 0.08   |
| 3  | Bauke Mollema     | Rabobank            | + 0.10   |
| 4  | Michael Albasini  | Team HTC-Columbia   | + 0.20   |
| 5  | Alessandro Ballan | BMC Racing Team     | + 0.21   |
| 6  | Sylwester Szmyd   | Liquigas-Doimo      | + 0.26   |
| 7  | Marek Rutkiewicz  | Team Poland BGŻ     | + 0.30   |
| 8  | Tom Danielson     | Garmin-Transitions  | + 0.33   |
| 9  | Tiago Machado     | Team RadioShack     | + 0.41   |
| 10 | Sergej Lagutin    | Vacansoleil         | + 0.45   |

### Bjergkonkurrencen
|   | Rytter            | Hold            | Point |
| - | ----------------- | --------------- | ----- |
| 1 | Johnny Hoogerland | Vacansoleil     | 88    |
| 2 | Borut Božič       | Vacansoleil     | 32    |
| 3 | Marek Rutkiewicz  | Team Poland BGŻ | 28    |

### Sprintkonkurrencen
|   | Rytter            | Hold                | Point |
| - | ----------------- | ------------------- | ----- |
| 1 | Johnny Hoogerland | Vacansoleil         | 11    |
| 2 | Marcin Sapa       | Lampre-Farnese Vini | 7     |
| 3 | Błażej Janiaczyk  | Team Poland BGŻ     | 6     |

### Pointkonkurrencen
|   | Rytter          | Hold                | Point |
| - | --------------- | ------------------- | ----- |
| 1 | Allan Davis     | Astana              | 67    |
| 2 | Wouter Weylandt | Quick Step          | 61    |
| 3 | Grega Bole      | Lampre-Farnese Vini | 56    |